# Duanzhou
Duanzhou léase Duán-Zhóu (en chino simplificado, 端州区; pinyin, Duānzhōu qū)  es un distrito urbano bajo la administración directa de la ciudad-prefectura de Zhaoqing. Se ubica al este de la provincia de Cantón, en el sur de la República Popular China. Su área es de 153 km² y su población total para 2018 fue más de medio millón de habitantes.

## Administración
El distrito urbano de Duanzhou se divide en 4 pueblos que se administran en subdistritos.

## Clima
Duanzhou pertenece al clima monzónico subtropical húmedo, que se caracteriza por viento del sur en verano y viento del norte en invierno, precipitaciones abundantes, sol abundante, clima templado, verano ligeramente caluroso e invierno frío. La temperatura promedio durante muchos años es de 22,1 °C, y la temperatura promedio del enero más frío es de 14,2 °C. La temperatura mínima extrema en los últimos 60 años es -1 °C (11 de enero de 1955), la temperatura media en el agosto más caluroso es de 29,0 °C, y la temperatura máxima extrema en los últimos 60 años es de 38,7 °C (17 de agosto , 1990). El período medio anual sin heladas es de 356,5 días y el número medio de días sin heladas es inferior a 10 días. La precipitación media anual es de 1644,7 mm, la precipitación media anual de días es de 156,3 días y la precipitación máxima anual extrema desde hace 60 años es de 2245,7 mm (1951). La lluvia se concentra de mayo a agosto de cada año, con el primer pico de lluvia en junio y el segundo pico de lluvia en agosto.
| Parámetros climáticos promedio de Duanzhou（1981-2010）             | Parámetros climáticos promedio de Duanzhou（1981-2010） | Parámetros climáticos promedio de Duanzhou（1981-2010） | Parámetros climáticos promedio de Duanzhou（1981-2010） | Parámetros climáticos promedio de Duanzhou（1981-2010） | Parámetros climáticos promedio de Duanzhou（1981-2010） | Parámetros climáticos promedio de Duanzhou（1981-2010） | Parámetros climáticos promedio de Duanzhou（1981-2010） | Parámetros climáticos promedio de Duanzhou（1981-2010） | Parámetros climáticos promedio de Duanzhou（1981-2010） | Parámetros climáticos promedio de Duanzhou（1981-2010） | Parámetros climáticos promedio de Duanzhou（1981-2010） | Parámetros climáticos promedio de Duanzhou（1981-2010） | Parámetros climáticos promedio de Duanzhou（1981-2010） |
| Mes                                                                 | Ene.                                                    | Feb.                                                    | Mar.                                                    | Abr.                                                    | May.                                                    | Jun.                                                    | Jul.                                                    | Ago.                                                    | Sep.                                                    | Oct.                                                    | Nov.                                                    | Dic.                                                    | Anual                                                   |
| ------------------------------------------------------------------- | ------------------------------------------------------- | ------------------------------------------------------- | ------------------------------------------------------- | ------------------------------------------------------- | ------------------------------------------------------- | ------------------------------------------------------- | ------------------------------------------------------- | ------------------------------------------------------- | ------------------------------------------------------- | ------------------------------------------------------- | ------------------------------------------------------- | ------------------------------------------------------- | ------------------------------------------------------- |
| Temp. máx. abs. (°C)                                                | 28.3                                                    | 31.4                                                    | 32.4                                                    | 34.4                                                    | 34.9                                                    | 37.9                                                    | 38.5                                                    | 38.1                                                    | 36.9                                                    | 35.8                                                    | 33.1                                                    | 30.0                                                    | '                                                       |
| Temp. máx. media (°C)                                               | 18.2                                                    | 20.4                                                    | 22.3                                                    | 26.3                                                    | 30.0                                                    | 31.9                                                    | 33.4                                                    | 33.3                                                    | 31.7                                                    | 29.2                                                    | 24.6                                                    | 20.2                                                    | 26.8                                                    |
| Temp. media (°C)                                                    | 14.2                                                    | 16.4                                                    | 18.6                                                    | 22.6                                                    | 26.0                                                    | 27.8                                                    | 29.0                                                    | 28.9                                                    | 27.7                                                    | 25.1                                                    | 20.2                                                    | 15.8                                                    | 22.7                                                    |
| Temp. mín. media (°C)                                               | 11.3                                                    | 13.6                                                    | 15.9                                                    | 20.0                                                    | 23.2                                                    | 25.0                                                    | 25.8                                                    | 25.8                                                    | 24.6                                                    | 21.8                                                    | 16.7                                                    | 12.5                                                    | 19.7                                                    |
| Temp. mín. abs. (°C)                                                | 3.1                                                     | 3.9                                                     | 6.1                                                     | 10.7                                                    | 16.8                                                    | 20.4                                                    | 22.9                                                    | 22.6                                                    | 18.8                                                    | 13.4                                                    | 5.3                                                     | 1.7                                                     | '                                                       |
| Precipitación total (mm)                                            | 44.8                                                    | 63.6                                                    | 88.5                                                    | 181.9                                                   | 258.8                                                   | 274.7                                                   | 229.1                                                   | 209.2                                                   | 153.6                                                   | 61.0                                                    | 38.9                                                    | 28.9                                                    | 1633                                                    |
| Días de precipitaciones (≥ 0.1 mm)                                  | 8.2                                                     | 12.3                                                    | 15.9                                                    | 17.4                                                    | 19.9                                                    | 18.9                                                    | 17.2                                                    | 17.4                                                    | 12.4                                                    | 6.7                                                     | 5.5                                                     | 5.3                                                     | 157.1                                                   |
| Humedad relativa (%)                                                | 71                                                      | 76                                                      | 80                                                      | 82                                                      | 79                                                      | 82                                                      | 79                                                      | 79                                                      | 75                                                      | 69                                                      | 67                                                      | 66                                                      | 75.4                                                    |
| Fuente n.º 1: 中国气象数据网                                        |                                                         |                                                         |                                                         |                                                         |                                                         |                                                         |                                                         |                                                         |                                                         |                                                         |                                                         |                                                         |                                                         |
| Fuente n.º 2: Red Meteorológica de China（1971–2000年间的降水天数） |                                                         |                                                         |                                                         |                                                         |                                                         |                                                         |                                                         |                                                         |                                                         |                                                         |                                                         |                                                         |                                                         |